# 마이클 보우덴
마이클 매튤 보우든(Michael Matthew Bowden, 1986년 9월 9일 ~ )은 미국의 야구 선수이자, 내셔널 리그 로스앤젤레스 다저스의 투수이다.

## 미국 프로야구시절
2008년에 보스턴 레드삭스에 입단하였다.

## 한국 프로야구시절

### 두산 베어스시절
2015 시즌을 마치고 앤서니 스와잭을 대신하여 두산 베어스에 영입되었다. KBO 리그 데뷔 첫 등판이었던 2016년 4월 6일 8이닝 10탈삼진으로 호투하며 승리투수가 되었다. 2016년 6월 30일 NC 다이노스와의 경기의 선발투수로 등판하여 9이닝 0피안타 9탈삼진 3볼넷 139구의 투구로 통산 13번째(외국인 투수로는 3번째) 노히트 노런을 달성하였다. 이로써 두산 베어스는 2007년 이후 9년 만에 외국인 투수 2명이 모두 10승을 달성하게 되었다. 하지만 7월에 페이스가 급격히 떨어져 방어율이 7점대 후반에 달하는 등 고전을 면치 못했으나 2016년 7월 26일 넥센 히어로즈전에서 4경기 만에 승리투수가 되었다. 더스틴 니퍼트와 함께 35승을 합작하며 두산 베어스 역대 외인 최다승 기록을 세웠다. 30경기에 등판하여 18승 7패, 3점대 평균자책점을 기록하고 KBO 리그 데뷔 첫 개인 타이틀인 최다 탈삼진 타이틀을 획득하였다. 2016년 한국시리즈에서는 3차전에 선발 등판하여 7.2이닝 무실점 역투를 펼쳤고, 그 경기 데일리 MVP에 선정되었다. 2016년 12월 12일 총액 110만 달러에 두산 베어스와 재계약하였다. 2017년 시즌 후, 그의 대체 용병으로는 세스 후랭코프가 영입되었다.

## 별명
그의 이름과 부처님을 합쳐 '보처님'이라고 불린다. 2016년에 팀의 1선발인 니퍼트의 별명인 니느님의 합성어로 '니느님이 보우덴하사'라는 별명도 있었다.

## 통산 기록
| 연 도    | 소 속    | 등 판 | 선 발 | 완 투 | 완 봉 | 무 4 구 | 승 리 | 패 전 | 세 이 브 | 홀 드 | 승 률 | 타 자 | 이 닝 | 피 안 타 | 피 홈 런 | 볼 넷 | 고 4 | 몸 맞 | 탈 삼 진 | 폭 투 | 보 크 | 실 점 | 자 책 점 | 평 자 책 | W H I P |
| -------- | -------- | ----- | ----- | ----- | ----- | ------- | ----- | ----- | -------- | ----- | ----- | ----- | ----- | -------- | -------- | ----- | ---- | ----- | -------- | ----- | ----- | ----- | -------- | -------- | ------- |
| 2008     | BOS      | 1     | 1     | 0     | 0     | 0       | 1     | 0     | 0        | 0     | 1.000 | 22    | 5.0   | 7        | 0        | 1     | 0    | 0     | 3        | 0     | 0     | 2     | 2        | 3.60     | 1.60    |
| 2009     | BOS      | 8     | 1     | 0     | 0     | 0       | 1     | 1     | 0        | 1     | .500  | 75    | 16.0  | 23       | 3        | 6     | 0    | 0     | 12       | 3     | 0     | 17    | 17       | 9.56     | 1.81    |
| 2010     | BOS      | 14    | 0     | 0     | 0     | 0       | 0     | 1     | 0        | 0     | .000  | 66    | 15.1  | 20       | 2        | 4     | 0    | 0     | 13       | 2     | 0     | 8     | 8        | 4.70     | 1.57    |
| 2011     | BOS      | 14    | 0     | 0     | 0     | 0       | 0     | 0     | 0        | 0     | .000  | 90    | 20.0  | 19       | 3        | 11    | 0    | 0     | 17       | 3     | 0     | 9     | 9        | 4.05     | 1.50    |
| 2012     | BOS      | 2     | 0     | 0     | 0     | 0       | 0     | 0     | 0        | 0     | .000  | 11    | 3.0   | 2        | 1        | 1     | 2    | 0     | 3        | 0     | 0     | 1     | 1        | 3.00     | 1.00    |
| 2012     | CHC      | 30    | 0     | 0     | 0     | 0       | 0     | 0     | 0        | 2     | .000  | 154   | 36.2  | 30       | 4        | 16    | 2    | 1     | 29       | 1     | 0     | 12    | 13       | 2.95     | 1.25    |
| '12 합계 | CHC      | 32    | 0     | 0     | 0     | 0       | 0     | 0     | 0        | 2     | .000  | 165   | 39.2  | 32       | 5        | 17    | 2    | 1     | 32       | 1     | 0     | 13    | 13       | 2.95     | 1.24    |
| 2013     | CHC      | 34    | 0     | 0     | 0     | 0       | 1     | 3     | 0        | 0     | .250  | 158   | 37.2  | 32       | 3        | 15    | 3    | 3     | 23       | 4     | 1     | 18    | 18       | 4.30     | 1.25    |
| 2014     | 세이부   | 36    | 1     | 0     | 0     | 0       | 2     | 1     | 0        | 5     | .667  | 179   | 40.0  | 38       | 4        | 24    | 2    | 1     | 30       | 3     | 3     | 20    | 20       | 4.50     | 1.55    |
| 2016     | 두산     | 30    | 30    | 1     | 1     | 0       | 18    | 7     | 0        | 0     | .720  | 742   | 180.0 | 159      | 17       | 54    | 0    | 6     | 160      | 8     | 2     | 83    | 76       | 3.80     | 1.18    |
| MLB：6년 | MLB：6년 | 103   | 2     | 0     | 0     | 0       | 3     | 5     | 0        | 3     | .375  | 576   | 133.2 | 133      | 16       | 54    | 5    | 4     | 100      | 13    | 1     | 67    | 67       | 4.51     | 1.40    |
| NPB：1년 | NPB：1년 | 36    | 1     | 0     | 0     | 0       | 2     | 1     | 0        | 5     | .667  | 179   | 40.0  | 38       | 4        | 24    | 2    | 1     | 30       | 3     | 3     | 20    | 20       | 4.50     | 1.55    |
| KBO：1년 | KBO：1년 | 30    | 30    | 1     | 1     | 0       | 18    | 7     | 0        | 0     | .720  | 742   | 180.0 | 159      | 17       | 54    | 0    | 6     | 160      | 8     | 2     | 83    | 76       | 3.80     | 1.18    |

- 2016년 시즌 종료 시 기준.
- 굵은 글씨는 리그 최고.